# Otakar Německý

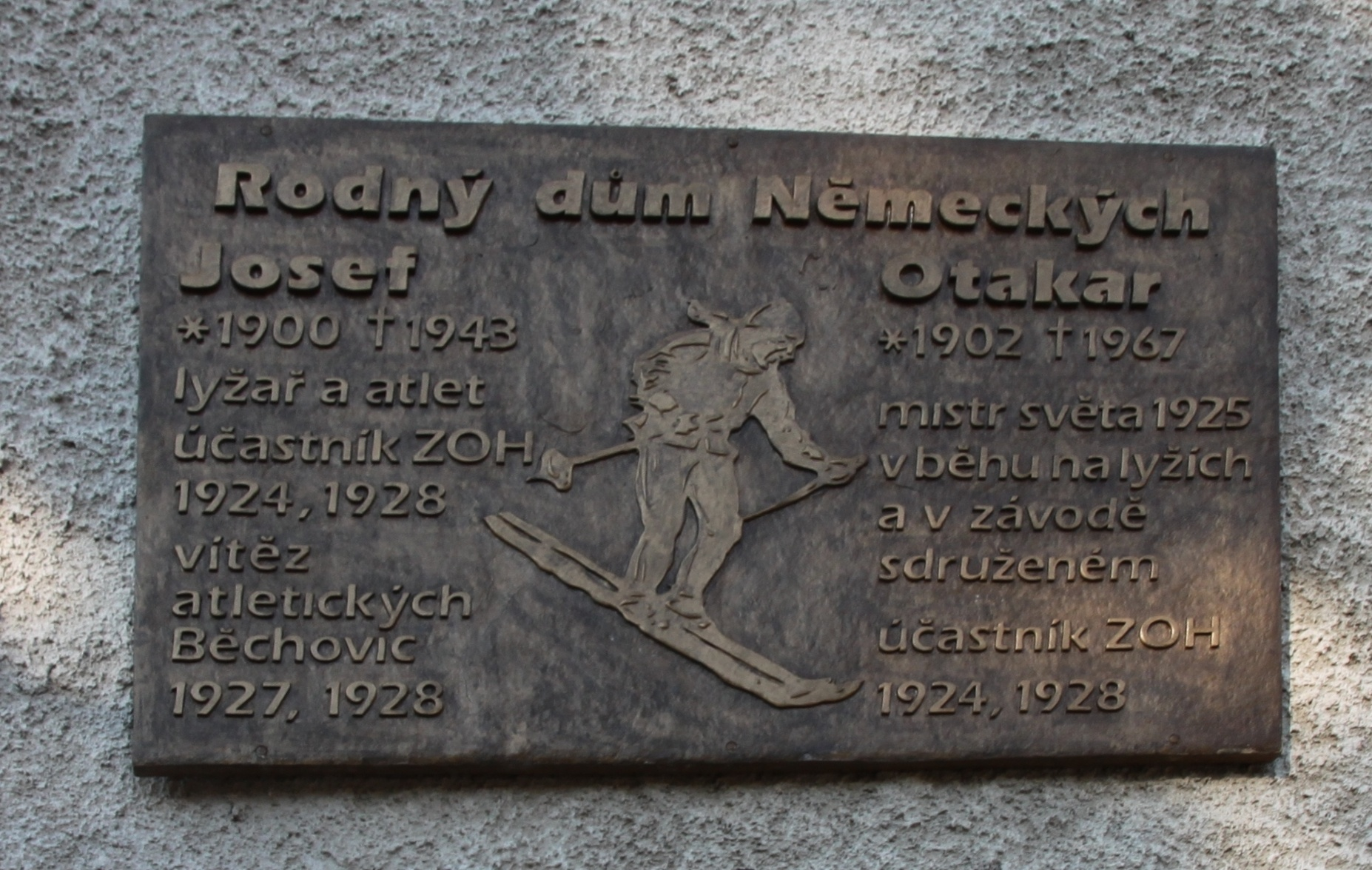
Pamětní deska bratrům Josefu a Otakaru Německým

Otakar Německý (2. března 1902 Nové Město na Moravě – 18. března 1967 Brno) byl československý sdruženář a běžec na lyžích. V roce 1925 se stal historicky prvním československým mistrem světa v klasickém lyžování (další dvě československé zlaté medaile zde získali také Franz Donth v běhu na 50 km a Wilhelm Dick ve skocích na velkém můstku).

## Život
Narodil se v Novém Městě na Moravě, měl deset sourozenců. Společně se svým bratrem Josefem se stali zakladateli novoměstské lyzařské školy.
Po skončení aktivní sportovní kariéry pracoval jako důstojník v armádě, podílel se zde na výchově armádních lyžařských závodníků. Po ukončení vojenské služby pracoval jako zootechnik v JZD.

## Největší úspěchy

### Olympiáda
- Zimní olympijské hry 1928 ve Svatém Mořici: 9. místo v individuálním závodě v severské kombinaci (18 km + velký můstek)
- Zimní olympijské hry 1928 ve Svatém Mořici: 16. místo v individuálním závodě v běhu na lyžích (18 km)[2]

### Mistrovství světa
- MS v klasickém lyžování 1925 v Janských Lázních: 1. místo v severské kombinaci
- MS v klasickém lyžování 1925 v Janských Lázních: 1. místo v běhu na lyžích
- MS v klasickém lyžování 1927 v Cortině d'Ampezzo: 2. místo v severské kombinaci